# 百老汇站 (波士顿地铁)
百老汇站（英語：Broadway）位于马萨诸塞州波士顿市南波士顿区的多切斯特大道和百老汇交汇路口，是波士顿地铁红线地铁站。车站始建于1917年12月15日，与地铁红线多切斯特延长线同时开放。车站为无障碍车站，拥有一个岛式站台和两条轨道。

## 历史

### 建造

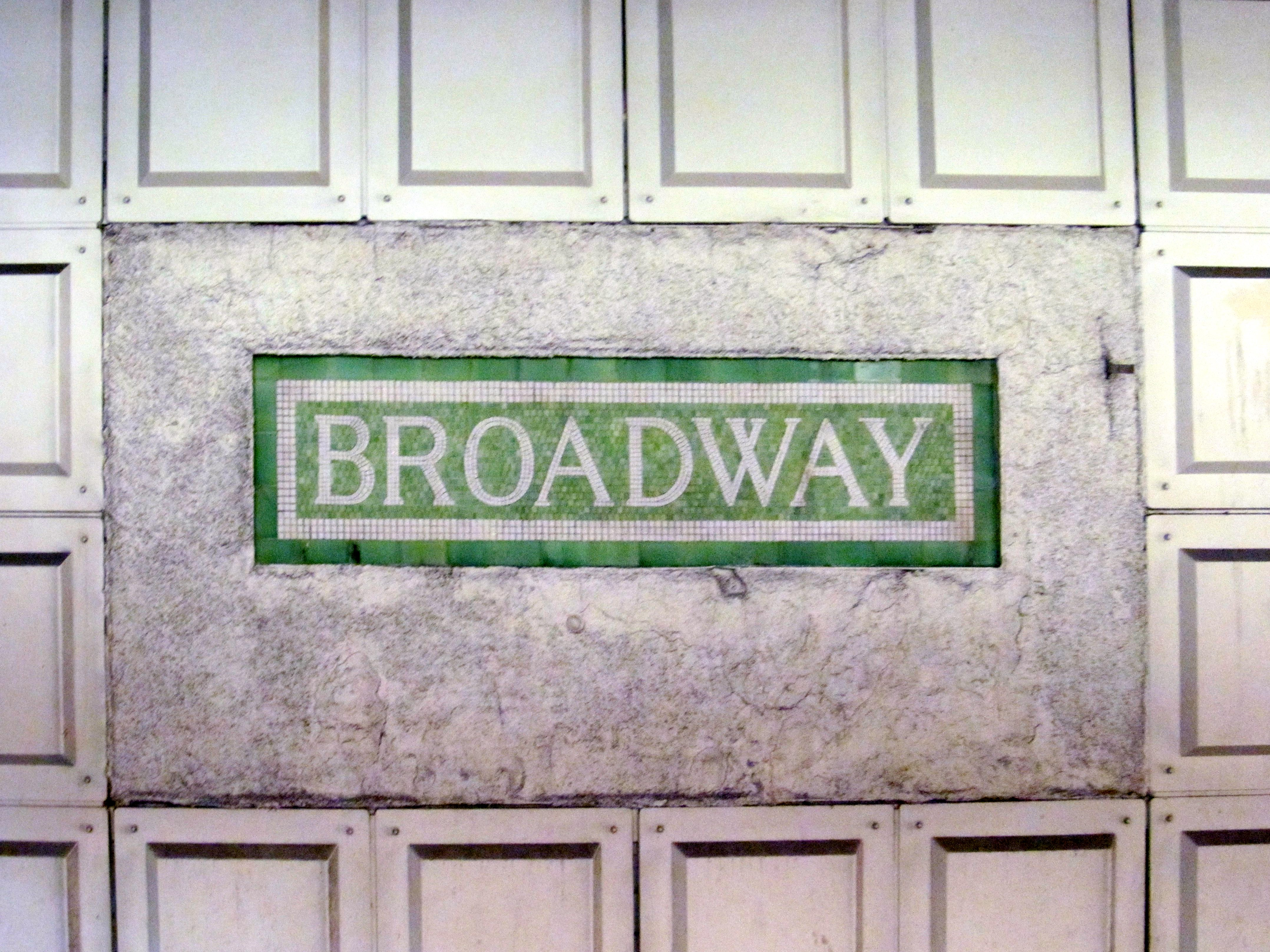
百老汇站最初使用的车站站牌

1912年，往返于哈佛站和公园街站的剑桥隧道通车后，波士顿开始将地铁向多切斯特延长。由于线路十分繁忙，延长线每完成一站就开放一段。1915年，市中心十字站（当时的华盛顿街站）竣工并通入使用，1916年波士顿南站地铁站竣工。1917年12月15日百老汇站竣工，并成为当时红线地铁的终点站，直到1918年6月29日安德鲁站竣工。为方便换乘，百老汇站最初设计时有三层，地铁站台层为岛式站台。有轨电车部分停在街面，部分停在地下一层，乘客通过6个楼梯方便换乘。

### 车站改造

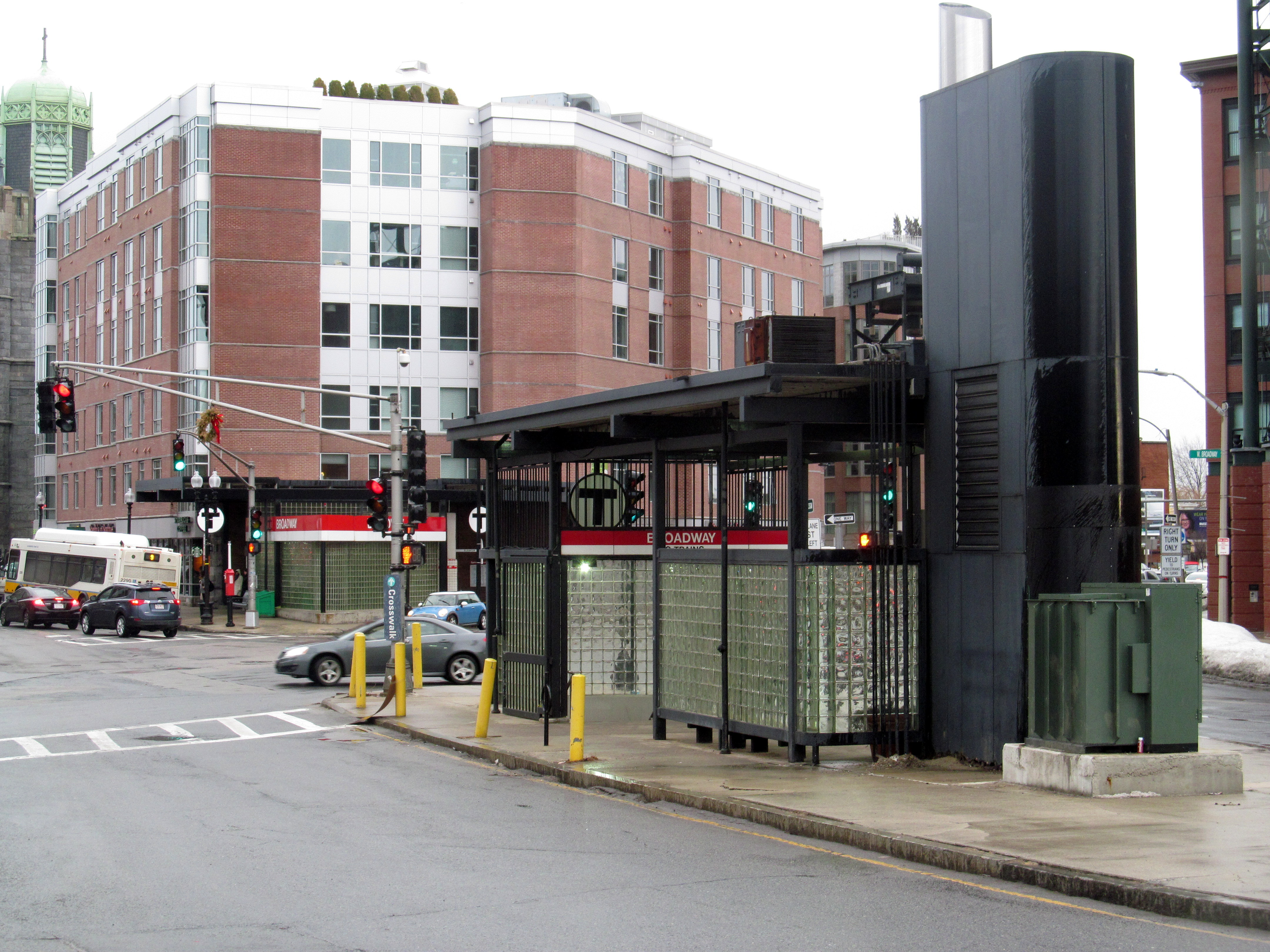
20世纪80年代车站入口改建，并在远处新增一处入口

20世纪80年代中期，马萨诸塞湾交通局斥资八千万美元，延长红线七座地下车站和橙线三座地下车站的站台，使六节车厢的地铁列车可以完全停靠在站台范围内。1985年12月18日，交通局与施工单位签订合同，1986年2月13日开始动工。百老汇站的站台延长21米，工程耗资790万美元。1988年1月21日，所有车站站台延长工程竣工后，六节车厢的地铁列车投入使用。1988年2月16日，百老汇站开始在多切斯特大道新增车站入口，1989年10月26日竣工。同期还为车站安装了电梯，是车站变为无障碍车站。
马萨诸塞湾交通局计划在多切斯特大道和西4街路口为车站设立新的出入口，重建现有的车站电梯，2020年4月外包给合同方。

### 有轨电车隧道

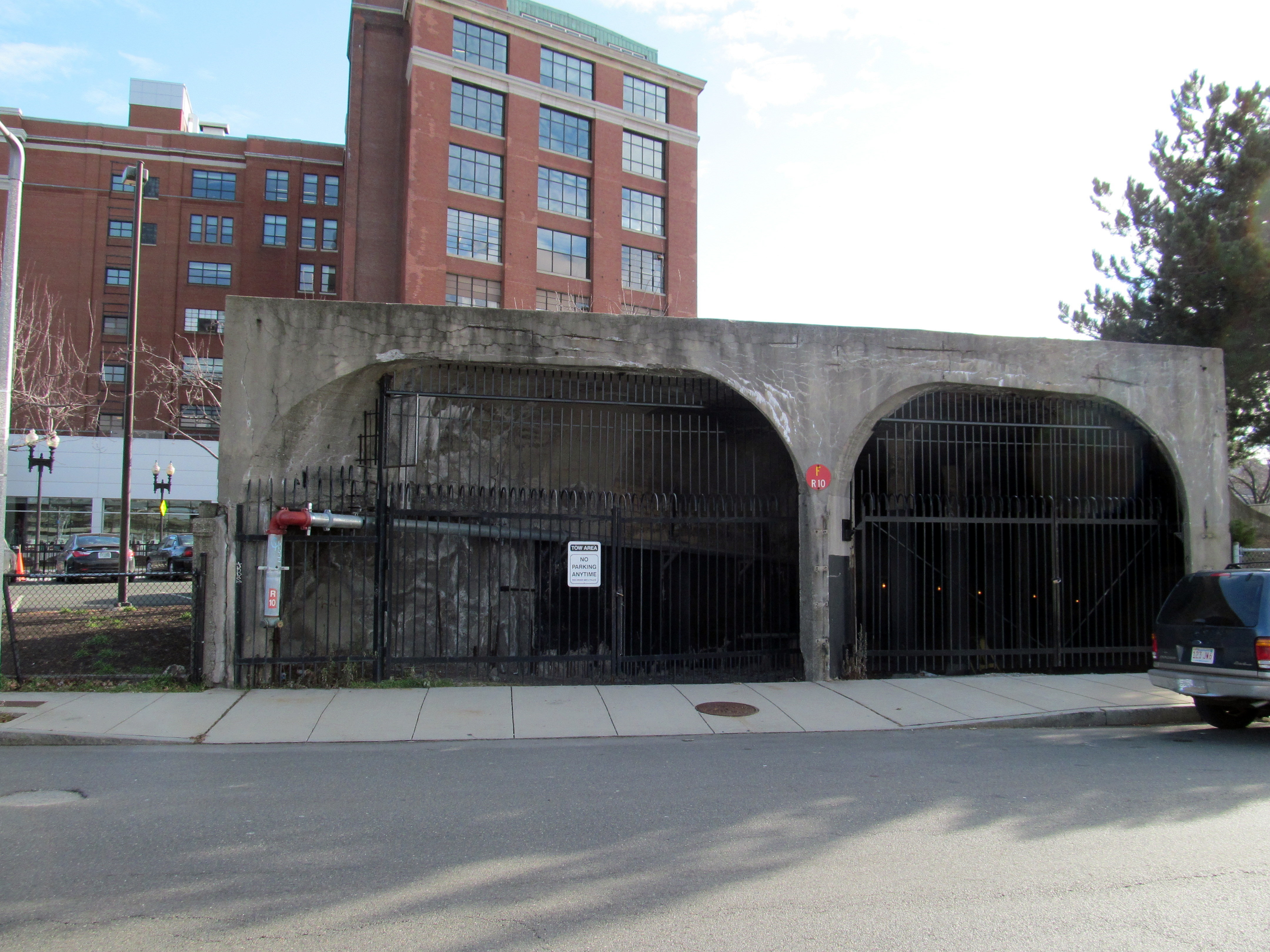
铸造街隧道入口（2012年）

车站中层的有轨电车隧道与铸造街和多切斯特大道上的隧道出入口相连。该隧道只使用了不到2年，1919年10月14日安德鲁站开放后不久，便惨遭废弃。安德鲁站换乘波士顿南站更方便，百老汇站的有轨电车在多切斯特大道上的工业区上行驶显然利润不高，因此关闭隧道。1941年12月，多切斯特大道上的隧道入口被填满，然而隧道的大部分依旧存在。 
20世纪30年代，波士顿高架铁路公司尝试在隧道里种蘑菇，80年代被用作测试站台的盲道，1985年建造的车站检票大厅占用了一部分旧站台，九一一袭击之后加强对公共设施安全预警，马萨诸塞湾交通局使用隧道对消防员进行训练。
2012年中旬，马萨诸塞湾交通局在旧的有轨电车隧道上建造了应急培训中心，花费1000万美元。国土安全部支付的880万美元用来购置了两辆蓝线列车，一辆绿线列车和一辆银线公交。训练中心于2013年6月12日正式投入使用。

## 车站结构
| G | 地面               | 出入口、公交车站台               |
| M | 夹层               | 售票处、检票口                   |
| P | 入城               | 前往灰西鲱 （波士顿南站）        |
| P | 岛式月台，左侧开门 |                                  |
| P | 出城               | 前往阿什蒙特/布伦特里 （安德鲁） |

## 地铁艺术
地铁艺术项目中为车站安装了两座公共藝術供乘客欣赏：
- 《Domestic Objects & Tools of the Trade》（家居用品和贸易工具）：由杰伊·库根（英语：Jay Coogan）设计，站台楼梯上方悬挂着的60个搪瓷钢雕塑
- 200个雕刻瓷砖：由附近的圣布里吉德学校学生共同创作